# Бастобе
Бастобе (каз. Бастөбе, до 2000 года — Ленинский Путь) — аул в Каратальском районе Жетысуской области Казахстана. Административный центр Бастобинского аульного округа. Находится примерно в 1 км к северо-западу от города Уштобе, административного центра района. Код КАТО — 195047100.

## Население
В 1999 году население аула составляло 3180 человек (1567 мужчин и 1613 женщин). По данным переписи 2009 года, в ауле проживало 3316 человек (1617 мужчин и 1699 женщин).